# ぷよぷよ通
『ぷよぷよ通』（ぷよぷよつう）は、コンパイルが開発し、1994年にセガから発売されたアーケードゲーム。

## 概要
本作は、落ち物パズルゲームシリーズ『ぷよぷよ』の第2作であり、タイトルの「通」は、通信対戦可能、通好みを意味すると共に英語で「2」を表す "two" 、さらにはファミ通の“通”をかけてつけられた。
本作には、「相殺」、「クイックターン」、「全消し」、「NEXT2ぷよ表示」などの新システムが導入され、特に「相殺」の導入は対戦時の戦略に大きな変化をもたらした。
本作はアーケードゲームとしてヒットした後、メガドライブをはじめとする様々なプラットフォームに移植されており、プレイステーション版『ぷよぷよ通 決定盤』はミリオンセラーを記録している。そのほか、本作のシステムの多くがその後のシリーズに継承されている。
本作の基板にはメガドライブ上位互換のC2ボードが使用されている一方で、音声処理用にはメガドライブに搭載されていたZ80ではなく、独自のPCM音源が用いられていた。また、セガの大画面筐体である「メガロ50デラックス」に対応しており、攻撃を受けると椅子が振動する。さらに、基板を2台接続した3 - 4人で対戦可能の「みんなでぷよぷよ」も導入され、2台が連結された専用筐体も存在し、これを実現する際には2台の基板を接続するための別の基板を必要とする特殊な仕様となっていた。アーケード版ではモードセレクト画面がエントリー形式となっており、ゲーム開始時にプレイを待機していた人数によって開始するモードが決定される。ひとりでぷよぷよでは漫才デモが無く、代わりに対戦キャラクターの紹介文が流れる。Act Against AIDSに関するロゴがメーカーロゴと同時に表示される（これは本作の移植作品の多くや、コンパイルの他作品にも継承された）。「ひとりでぷよぷよ」に限り全消しボーナスが15個（2段+3個）と、若干少なく設定されている（「ふたりでぷよぷよ」や他の機種では倍の30個（5段））。

## 開発
コンパイルのヒット作となった初代『ぷよぷよ』のアーケード版の筐体は、『ストリートファイターII』といった対戦格闘ゲームの近くに置かれることもあり、相乗効果で人気が出るというケースもあった。それを見たセガのアーケード担当のスタッフは、2人並んで対戦するというアイデアをコンパイルに提案し、最終的に本作は対戦型のゲームとして完成した。
本作は、1994年秋に開かれた第32回アミューズメントマシンショーにて出展された。

### 漫才デモ
前作『ぷよぷよ』では「ひとりでぷよぷよ」において、主人公のアルル・ナジャとCPUが操る敵キャラクターとの間で会話デモが流れ、これが「漫才デモ」と呼ばれていた。当初は本作のアーケード版でも前作『ぷよぷよ』同様に漫才デモが搭載されることが予定されており、ロケテスト版ではプレイフィールドを背景に漫才デモのメッセージが実際に導入されていた。しかし、この時点では一部のアニメーションが完成していなかった事情などから製品版では漫才デモが没となり、会話ではなく敵キャラクターの紹介文が表示される仕様に変更となった。
アーケード版で一旦没となったこの漫才デモは、後にセガサターン版においてフルボイスで復活し、れんしゅうモード、ノーマル・モード、通モード全てで異なるパターンが収録された。これに続いて、スーパーファミコン版やPCエンジン版、プレイステーション版などでも漫才デモが導入された。このような経緯を辿ったため、本作の多くの機種では漫才デモが搭載されておらず、搭載された機種でもデモの内容が機種それぞれで一部異なっている場合が多い。初出となったセガサターン版では文字表示がなく音声での会話による漫才デモだったため、後の機種もほとんどがこれに倣っており、漫才デモの会話が前作や次作以降のように文字で表示されるのはごく一部の機種のみとなっている。
セガサターン版やプレイステーション版では、漫才デモにおける敵キャラクターのセリフ音声を当時のコンパイル社員らが担当した（登場キャラクターの節も参照）。コンパイル社員が出演することに関しては賛否両論があり、専任の担当者がアナウンスの講義で勉強してきたことを他の社員に教えるボイストレーニングを行っていた。

## ゲームシステム
基本的なゲームシステムは前作からそのまま引き継がれており、本項では「通」で追加されたシステムに関して記述する。
相殺（）
相手から送られる予定のおじゃまぷよ（予告ぷよ）を自分の攻撃によって打ち消すことのできるシステム。これにより相手の攻撃を防御する事が可能になったため、初代『ぷよぷよ』での「いかに素早く攻撃するか」より、本作では「いかに大きな連鎖を作るか」が重視されるようになった。
本作や『ぷよぷよ〜ん』では相殺を発生させた際、消しきれなかった分のおじゃまぷよは即座に降ってくる。
後に、本作のルールをベースとした『ぷよぷよ! Puyopuyo 15th anniversary』以降に収録された「ぷよぷよ通」ルールや、『ぷよぷよ!! Puyopuyo 20th anniversary』の「ブロック」「よんてさき」の各ルール、『ぷよぷよフィーバー』シリーズの「クラシック」ルール、『ぷよぷよテトリス』の「VS」ルールでもこの仕様が踏襲されている。
全消し（）
おじゃまぷよを含めたフィールド内の全てのぷよを消すことで「全消し」の文字が表示される。この状態でぷよを消すと、「全消しボーナス」として通常より多くのおじゃまぷよを上乗せして相手に送ることができる。
クイックターン
操作中の組ぷよが縦1列分のスペースに入り込んだ時に、両端がフィールドの壁や他のぷよで挟まれていた場合でも、回転ボタンを素早く2回押すことによって操作中の上のぷよと下のぷよを入れ替えることができる。軸ぷよの色は変わらない。
NEXT2ぷよ
前作は次に降る組ぷよ（NEXTぷよ）しか表示されなかったが、今作はその次の2手先に出現する組ぷよも半分のみ表示されるようになった。
乱入
アーケード版（バーチャルコンソール版含む、3D復刻版及びNintendo Switch・SEGA AGES版は除く）、メガドライブ版（バーチャルコンソール版含む）、PC-9821&DOS-V版（2台通信接続時のみ）、PCエンジン版に搭載された機能で、「ひとりでぷよぷよ」をプレイ中、対戦型格闘ゲームのように別プレイヤーが「乱入」して対戦をすることができる。この場合、決着後は勝利した側が「ひとりでぷよぷよ」を引き継いでプレイすることになる。アーケード版では筐体設定により、プレイヤーがゲーム中にスタートボタンで任意に乱入を拒否、または最初から乱入が不可能な設定にすることも可能となっている。
アーケード版およびメガドライブの初期出荷版では、サタン（もしくはマスクドサタン）に勝利した直後に乱入すると乱入戦終了後にゲームの進行がおかしくなり、最終的にフリーズするバグが確認されている。
この乱入機能は後に『ぷよぷよSUN』と『ぷよぷよフィーバー』にも、一部の機種を除いて搭載された。
予告ぷよの追加
前作では最大で岩ぷよ（30個）までしかなかった予告ぷよにキノコぷよ（200個）、星ぷよ（300個）、王冠ぷよ（400個）が追加された。キノコぷよと星ぷよは同時には出現しない。最大で王冠ぷよ6個までの表示となるが、内部的にはそれ以上もカウントされる。
ただし、ゲームギア版とPCエンジン版では前作と同じく、最大で岩ぷよ6個までの表示となっている。
おじゃまぷよの追加
従来のおじゃまぷよに加え、消すごとに得点が追加され、おじゃまぷよ発生数を増加させる円盤の形をした「得点ぷよ（とくてんぷよ）」と、2回隣で色ぷよを消さなければ消すことが出来ない四角い銀白色の「固ぷよ（かたぷよ）」が新たに登場した。
「ひとりでぷよぷよ」ではオプションでルール変化をONに設定すると、順番で落ちてくるおじゃまぷよの種類が「通常ルール」「得点ぷよ」「かたぷよ1」「かたぷよ2」に変化する。ほとんどの機種において、「かたぷよ1」は最上段のみがかたぷよでそれ以下が全ておじゃまぷよ、「かたぷよ2」は全てかたぷよを指すが、PCエンジン版に限り「1」と「2」の表記が逆になっている。一部の機種を除いて、対戦開始前にルール名が表示される。
ルール変化がONの場合のルールの順番は基本的に固定されており、PCエンジン版以外の表記で示すと「通常ルール」→「得点ぷよ」→「かたぷよ1」→「通常ルール」→「得点ぷよ」→「かたぷよ2」→「得点ぷよ」→「かたぷよ1」→「通常ルール」→……の順でローテーションする。ただし、終盤の「例の三人」のみ「かたぷよ1」で固定される。
連鎖ボイスの追加
前作の連鎖ボイスは、1P・2Pいずれも2 - 5連鎖目までの4種類（合計8種類）だったが、今作から1・5・6連鎖目に新たな連鎖ボイスが追加されて、1P・2Pともに1 - 7連鎖目までの7種類（合計14種類）に増加し、従来の5連鎖目のボイスは7連鎖目のボイスに変更された。この連鎖ボイスの法則は一部の番外編を除いて『ぷよぷよ〜ん』まで引き継がれ、『ぷよぷよ! Puyopuyo 15th anniversary』以降の作品における『ぷよぷよ通』ルール（ならびにこれをベースとしたアレンジルール）もこれに伴っている。
著名の声優を起用しているPCエンジン版『ぷよぷよCD通』に限り、前作同様の2 - 5連鎖目までとなっている。代わりに、アルル以外のキャラクター全員にも独自の連鎖ボイスならびにダメージボイス（おじゃまぷよを食らった時のボイス）が追加されている。

## ゲームモード

### ひとりでぷよぷよ
コンピュータが操る相手キャラクターと戦い、勝ち進んでいくモード。

#### ノーマル・モード
基本的に全機種でプレイ可能な標準のモード。機種によってモード名が「ふつうのぷよぷよ」「ふつう」「アーケードモード」など異なる場合がある。6階建ての塔の中にいる全33体のキャラクターから選ばれた相手と対戦していき、塔の頂上を目指すという設定となっている。
| 『ノーマル・モード』対戦表 | 『ノーマル・モード』対戦表 | 『ノーマル・モード』対戦表                                                                                           | 『ノーマル・モード』対戦表 |
| 階層 （レベル）            | 名前                       | 登場キャラクター | 延長戦 （6階は隠しボス）   |
| -------------------------- | -------------------------- | --- | -------------------------- |
| 6                          | 例の三人                   | シェゾ・ウィグィィ、ルルー、サタンさま                                                                               | マスクドサタン             |
| 5                          | 噂の二人                   | ミノタウロス / ドラコケンタウロス                                                                                    | ぞう大魔王                 |
| 4                          | 四天王                     | すけとうだら / まもの / ウィッチ / パキスタ                                                                          | ドラゴン                   |
| 3                          | 五人囃子                   | さそりまん / サムライモール / ハーピー / パララ / ナスグレイブ                                                       | ゾンビ                     |
| 2                          | 六歌仙                     | パノッティ / うろこさかなびと（セリリ） / のほほ / ふたごのケットシー / ふふふ / マミー                              | アウルベア                 |
| 1                          | 八部衆                     | スケルトン-T / ウィル・オー・ウィスプ / スキヤポデス / トリオ・ザ・バンシー/ のみ / ももも / バロメッツ / ミニゾンビ | マスクドサタン             |

各階のキャラクター群にはそれぞれ名称が存在し、塔の最下層から順に1階「八部衆」、2階「六歌仙」、3階「五人囃子」、4階「四天王」、5階「噂の二人」、6階「例の三人」となっている。1 - 5階の対戦相手はすべてのキャラクターと対戦する必要は無く、基本的にルーレットによる選択制となり、敵に勝利した時点で経験値（実際の総得点とは異なり、ボーナス点や切り捨てによる補正から求められる値）が決められた数値に達すると、その階層はクリアとなる。6階到達後は対戦順が固定となり、上表の「例の三人」の左から順に3人全てと戦う。これに伴い、当モードをクリアするために必要なステージ数（対戦回数）はプレイヤーの実力やプレイスタイル次第で可変となっており、最短で8ステージのみでのクリアも可能である。
「例の三人」以外の階層において、階層中のすべての敵を倒しても経験値がノルマに達しなかった場合は「延長戦」に突入し、各階に用意されている延長戦用の隠しキャラクターと対戦する。延長戦に勝利して経験値が達した場合は通常通り次の階層に上がって続行となるが、これでもノルマに満たなかった場合はゲームオーバー（コンティニュー不可能）となり、塔から弾き出されてバッドエンドとなる。
一部の機種ではルルーはレベル7、サタンはレベル8と表記される場合もある。
ルルーに勝利するまでにコンティニューを一度もせず、なおかつ規定点以上の経験値を得ていると、ゲームギア版以外は最終ボスのサタンさまの代わりに隠しボスの「マスクドサタン」が登場する。セガサターン版、スーパーファミコン版2種、プレイステーション版『決定盤』、プレイステーション2版、Android版は最終ボスが通常のサタンかマスクドサタンのどちらだったかによりエンディングの内容が変化し、これらの機種では通常のサタンでクリアした場合、スタッフロールとプレイレコードの後にデモが流れ、マスクドサタンを出現させる条件のヒントが表示される。
経験値はプレイヤーが獲得したスコア（点数）を元に計算されるが、必ずしも累計経験値とスコアが一致するわけではなく、一部の機種では階層レベルアップ時に、倒さずに残っていた敵がいた場合はその数に応じて獲得経験値にレベルアップボーナスが加わる（スコアには加算されない）。
なお、レベル4以下の階層において、大連鎖をするなどしてプレイ中の階層の経験値のノルマのみならず次の階層のそれをもまとめて超過するほどの高得点を得た場合は、複数の階層がクリアになるのではなく、あくまでクリアとなる階層は1つのみで、次の階層は残りのノルマが1点という状態となる。また、コンティニュー時に敗北時の試合のスコアが経験値に加算される機種もあるが、その機種でその場合の経験値加算によって経験値がノルマに達した場合も階層クリアとはならず、同様に残りのノルマが1点という状態となる。
ぷよが消えた時の演出はキャラクターによって異なり、例えばマミーはぷよが消えるのではなく、フィールドの下に弾き飛ばされる演出がとられている。プレイヤー側のアルルはほとんどの機種で「1れんさ」のように連鎖数が表示されるが、「ひとりでぷよぷよ」のコンピュータ側にも表示されるかは機種によって異なる。
また、マスクドサタンのように機種によってぷよが消えた時の演出が異なるキャラクターもいる。さらに、ゲームギア版やゲームボーイ版などの一部の機種では、ぷよの消え方が統一されている。
ぷよの色は、基本的に1階と2階のみ4色、3階以降は5色となっている（機種によって異なる場合もある）。

#### その他（ひとりでぷよぷよ）
以下のモードは、一部の移植版に追加で収録されているモードである。
れんしゅうモード（練習モード）、やさしいぷよぷよ
難易度が低く設定されている初心者向けのモードであり、決められた敵を1体ずつ順番に倒していく形式。ぷよの色は3色。
セガサターン版・Android版では「れんしゅう」というモード名で、ノーマル・モードには登場しない追加キャラクター4体と対戦する。
スーパーファミコン版では「やさしいぷよぷよ」というモード名で、既存のキャラクター3体（1度もコンティニューせずにクリアすると4体目が登場）と対戦する。
スーパーファミコン版『- リミックス』・ゲームボーイ版・ワンダースワン版・ネオジオポケットカラー版では「やさしいぷよぷよ」がさらに3コースに分けられ、3体と対戦する「はじめて」、5体と対戦する「なれた」、7体（1度もコンティニューせずにクリアすると8体目が登場）と対戦する「そつぎょう」が用意されている。
プレイステーション版・プレイステーション2版の「れんしゅう」は『リミックス』での3コースをベースに、登場するキャラクターが終盤のみセガサターン版の追加キャラクターに変更されている。
| 『れんしゅうモード』『やさしいぷよぷよ』対戦表 | 『れんしゅうモード』『やさしいぷよぷよ』対戦表 | 『れんしゅうモード』『やさしいぷよぷよ』対戦表 | 『れんしゅうモード』『やさしいぷよぷよ』対戦表                                              | 『れんしゅうモード』『やさしいぷよぷよ』対戦表                                              | 『れんしゅうモード』『やさしいぷよぷよ』対戦表                                              | 『れんしゅうモード』『やさしいぷよぷよ』対戦表                                              | 『れんしゅうモード』『やさしいぷよぷよ』対戦表                                              | 『れんしゅうモード』『やさしいぷよぷよ』対戦表                                              |
| ステージ                                       | セガサターン版                                 | スーパーファミコン版                           | スーパーファミコン版『-リミックス』（下表・左） プレイステーション版『-決定盤』（下表・右） | スーパーファミコン版『-リミックス』（下表・左） プレイステーション版『-決定盤』（下表・右） | スーパーファミコン版『-リミックス』（下表・左） プレイステーション版『-決定盤』（下表・右） | スーパーファミコン版『-リミックス』（下表・左） プレイステーション版『-決定盤』（下表・右） | スーパーファミコン版『-リミックス』（下表・左） プレイステーション版『-決定盤』（下表・右） | スーパーファミコン版『-リミックス』（下表・左） プレイステーション版『-決定盤』（下表・右） |
| コース                                         | セガサターン版                                 | スーパーファミコン版                           | はじめて                                                                                    | はじめて                                                                                    | なれた                                                                                      | なれた                                                                                      | そつぎょう                                                                                  | そつぎょう                                                                                  |
| ---------------------------------------------- | ---------------------------------------------- | ---------------------------------------------- | ------------------------------------------------------------------------------------------- | ------------------------------------------------------------------------------------------- | ------------------------------------------------------------------------------------------- | ------------------------------------------------------------------------------------------- | ------------------------------------------------------------------------------------------- | ------------------------------------------------------------------------------------------- |
| 1                                              | おおかみおとこ                                 | アウルベア                                     | スケルトン-T                                                                                | スケルトン-T                                                                                | ミニゾンビ                                                                                  | ミニゾンビ                                                                                  | ナスグレイブ                                                                                | ナスグレイブ                                                                                |
| 2                                              | スキュラ                                       | トリオ・ザ・バンシー                           | パララ                                                                                      | パララ                                                                                      | ももも                                                                                      | ももも                                                                                      | パキスタ                                                                                    | パキスタ                                                                                    |
| 3                                              | インキュバス                                   | ゾンビ2                                        | アウルベア                                                                                  | インキュバス                                                                                | ドラゴン                                                                                    | ドラゴン                                                                                    | すけとうだら                                                                                | すけとうだら                                                                                |
| 4                                              | コカトリス                                     | のほほ                                         | -                                                                                           | -                                                                                           | うろこさかなびと                                                                            | うろこさかなびと                                                                            | ハーピー                                                                                    | ハーピー                                                                                    |
| 5                                              | -                                              | -                                              | -                                                                                           | -                                                                                           | ゾンビ                                                                                      | おおかみおとこ                                                                              | マミー                                                                                      | マミー                                                                                      |
| 6                                              | -                                              | -                                              | -                                                                                           | -                                                                                           | -                                                                                           | -                                                                                           | ぞう大魔王                                                                                  | スキュラ                                                                                    |
| 7                                              | -                                              | -                                              | -                                                                                           | -                                                                                           | -                                                                                           | -                                                                                           | トリオ・ザ・バンシー                                                                        | コカトリス                                                                                  |
| 8                                              | -                                              | -                                              | -                                                                                           | -                                                                                           | -                                                                                           | -                                                                                           | のほほ                                                                                      | -                                                                                           |

通モード、ひとぷよアレンジ、かちぬきモード
登場するほぼ全てのキャラクターと1体ずつ総当たりで対戦していくモード。
セガサターン版・スーパーファミコン版『- リミックス』・プレイステーション版・ゲームボーイ版・ワンダースワン版・ネオジオポケットカラー版・プレイステーション2版・携帯電話アプリ版『- DX』・Android版では「通モード」として収録。上級者向けとして位置づけられており、おぷしょんでの難易度設定に関わらず、このモードでは強制的にゲームランクが最高難易度のHARDESTに設定される。機種によってキャラクターの登場順やステージ数が異なる。一部の機種はクリア後の特典や隠しコマンドで、任意のキャラクターと戦うフリー対戦が可能となる。
PCエンジン版では隠しモード「ひとぷよアレンジ」として収録されており、「NORMAL」を1度クリアした後に、オプションの「ANIMATION」を「ARRANGE1」に切り替える事によって解放され、「ARRANGE1」をクリアすると、「ARRANGE2」が選べるようになる。「ARRANGE1」と「ARRANGE2」はゲームの内容や対戦相手の登場順は共通だが、漫才デモとエンディングの内容が若干異なっている。
ニンテンドー3DSの単体配信版『3Dぷよぷよ通』では「かちぬき」、Nintendo Switch版『SEGA AGES ぷよぷよ通』では「かちぬきモード」として、同様のモードが収録されている。
| 『通モード』『ひとぷよアレンジ』『かちぬきモード』対戦表 | 『通モード』『ひとぷよアレンジ』『かちぬきモード』対戦表 | 『通モード』『ひとぷよアレンジ』『かちぬきモード』対戦表 | 『通モード』『ひとぷよアレンジ』『かちぬきモード』対戦表 | 『通モード』『ひとぷよアレンジ』『かちぬきモード』対戦表 | 『通モード』『ひとぷよアレンジ』『かちぬきモード』対戦表 |
| ステージ                                                 | ステージ                                                 | セガサターン版                                           | PCエンジン版『-CD通』                                    | ニンテンドー3DS版『3D-』                                 | スーパーファミコン版『-リミックス』                      |
| -------------------------------------------------------- | -------------------------------------------------------- | -------------------------------------------------------- | -------------------------------------------------------- | -------------------------------------------------------- | -------------------------------------------------------- |
| 1                                                        | -                                                        | おおかみおとこ                                           | -                                                        | -                                                        | -                                                        |
| 2                                                        | -                                                        | スキュラ                                                 | -                                                        | -                                                        | -                                                        |
| 3                                                        | -                                                        | インキュバス                                             | -                                                        | -                                                        | -                                                        |
| 4                                                        | -                                                        | コカトリス                                               | -                                                        | -                                                        | -                                                        |
| 5                                                        | 1                                                        | スケルトン-T                                             | スケルトン-T                                             | スケルトン-T                                             | ウィル・オー・ウィスプ                                   |
| 6                                                        | 2                                                        | ウィル・オー・ウィスプ                                   | ウィル・オー・ウィスプ                                   | ウィル・オー・ウィスプ                                   | ふたごのケットシー                                       |
| 7                                                        | 3                                                        | スキヤポデス                                             | スキヤポデス                                             | スキヤポデス                                             | すけとうだら                                             |
| 8                                                        | 4                                                        | トリオ・ザ・バンシー                                     | トリオ・ザ・バンシー                                     | トリオ・ザ・バンシー                                     | ハーピー                                                 |
| 9                                                        | 5                                                        | のみ                                                     | のみ                                                     | のみ                                                     | スケルトン-T                                             |
| 10                                                       | 6                                                        | ももも                                                   | ももも                                                   | ももも                                                   | バロメッツ                                               |
| 11                                                       | 7                                                        | バロメッツ                                               | バロメッツ                                               | バロメッツ                                               | のほほ                                                   |
| 12                                                       | 8                                                        | ミニゾンビ                                               | ミニゾンビ                                               | ミニゾンビ                                               | トリオ・ザ・バンシー                                     |
| 13                                                       | 9                                                        | パノッティ                                               | パノッティ                                               | パノッティ                                               | のみ                                                     |
| 14                                                       | 10                                                       | うろこさかなびと                                         | うろこさかなびと                                         | うろこさかなびと                                         | パノッティ                                               |
| 15                                                       | 11                                                       | のほほ                                                   | のほほ                                                   | のほほ                                                   | スキヤポデス                                             |
| 16                                                       | 12                                                       | ふたごのケットシー                                       | ふたごのケットシー                                       | ふたごのケットシー                                       | ナスグレイブ                                             |
| 17                                                       | 13                                                       | ふふふ                                                   | ふふふ                                                   | ふふふ                                                   | ふふふリミックス                                         |
| 18                                                       | 14                                                       | マミー                                                   | マミー                                                   | マミー                                                   | パキスタ                                                 |
| 19                                                       | 15                                                       | アウルベア                                               | アウルベア                                               | アウルベア                                               | アウルベア                                               |
| 20                                                       | 16                                                       | さそりまん                                               | さそりまん                                               | さそりまん                                               | マミー                                                   |
| 21                                                       | 17                                                       | サムライモール                                           | サムライモール                                           | サムライモール                                           | ミニゾンビ                                               |
| 22                                                       | 18                                                       | ハーピー                                                 | ハーピー                                                 | ハーピー                                                 | ももも                                                   |
| 23                                                       | 19                                                       | パララ                                                   | パララ                                                   | パララ                                                   | さそりまん                                               |
| 24                                                       | 20                                                       | ナスグレイブ                                             | ナスグレイブ                                             | ナスグレイブ                                             | サムライモール                                           |
| 25                                                       | 21                                                       | ゾンビ                                                   | ゾンビ                                                   | ゾンビ                                                   | うろこさかなびと                                         |
| 26                                                       | 22                                                       | すけとうだら                                             | すけとうだら                                             | すけとうだら                                             | ゾンビ                                                   |
| 27                                                       | 23                                                       | まもの                                                   | まもの                                                   | まもの                                                   | パララ                                                   |
| 28                                                       | 24                                                       | ウィッチ                                                 | ウィッチ                                                 | ウィッチ                                                 | ウィッチ                                                 |
| 29                                                       | 25                                                       | パキスタ                                                 | パキスタ                                                 | パキスタ                                                 | ぞう大魔王                                               |
| 30                                                       | 26                                                       | ドラゴン                                                 | ドラゴン                                                 | ドラゴン                                                 | ドラゴン                                                 |
| 31                                                       | 27                                                       | ミノタウロス                                             | ミノタウロス                                             | ミノタウロス                                             | シェゾ・ウィグィィ                                       |
| 32                                                       | 28                                                       | ドラコケンタウロス                                       | ドラコケンタウロス                                       | ドラコケンタウロス                                       | まもの                                                   |
| 33                                                       | 29                                                       | ぞう大魔王                                               | ぞう大魔王                                               | ぞう大魔王                                               | ミノタウロス                                             |
| 34                                                       | 30                                                       | シェゾ・ウィグィィ                                       | シェゾ・ウィグィィ                                       | シェゾ・ウィグィィ                                       | ドラコケンタウロス                                       |
| 35                                                       | 31                                                       | ルルー                                                   | ルルー                                                   | ルルー                                                   | ルルー                                                   |
| 36                                                       | 32                                                       | サタンさま                                               | サタンさま                                               | サタンさま or マスクドサタン                             | サタンさま                                               |
| -                                                        | 33                                                       | -                                                        | マスクドサタン                                           | -                                                        | マスクドサタン                                           |

### ふたりでぷよぷよ
人間プレイヤー2人で対戦を行うモードで、携帯電話アプリ版（一人用）とAndroid版以外のほぼ全ての機種に搭載されている。携帯電話アプリ版『対戦ぷよぷよ通』系統以外は複数用意されているルールの中から1つを選択でき、このうちアーケード版とWindows 95版以外はプレイヤーが任意にルールを作成出来る「エディット」も搭載されている。
スーパーファミコン版2種・ゲームボーイ版・ワンダースワン版・ネオジオポケットカラー版では、オプションでプレイヤーの代わりにコンピュータを対戦相手に設定することも可能。
PCエンジン版に限り使用キャラクターを選択可能だが、ボイスとぷよが消滅する演出以外の性能差は特に無い。

### みんなでぷよぷよ
3-4人で同時に対戦するモード。アーケード版、ゲームギア版、PC-9821&DOS/V版、スーパーファミコン版2種、ゲームボーイ版、ワンダースワン版に搭載されており、ルールのラインナップは「ふたりでぷよぷよ」と同様。
2台を接続してプレイする機種では、通常と同じレイアウトで左右に2人分のフィールドを表示した上で、画面中央の枠にもう一方の2人のフィールドの様子が小さく表示されるレーダーを採用している場合もあるが、それぞれ仕様が異なる。スーパーファミコン版2種では、4人全員分のフィールドを画面下部に並べて小さく表示される。
BGMは基本的に『-さいしょのおんがく』だが、機種によって残り人数が少なくなるとBGMが途中で切り替わる。
アーケード版とPC-9821&DOS/V版では、2台接続された環境でのみ通信対戦プレイが可能。片方がプレイ中の場合、もう1方の台からの「乱入」も可能。
ゲームギア版・ゲームボーイ版・ワンダースワン版では人間2人で通信対戦し、残りの2人分（それぞれの側の右枠）をコンピュータが担当するという擬似4人対戦となり、これらは人間3人以上での対戦は不可能。ゲームボーイの4人対戦ケーブルには非対応。
スーパーファミコン版2種では、人間3人以上での対戦にはマルチタップが必要となる。無印版は基本的にコンピュータを参加させる事が出来ず、マルチタップが繋がっていない状態でこのモードを選ぶとエラーメッセージが表示されてタイトル画面に戻されるが、通常のオプションで隠しオプションに突入する事によってCPUキャラクターの思考ルーチンを選んだ上で、コンピュータを設定出来るようになる。リミックスではモード専用のオプションが追加され、コマンド不要で無印版と同じくコンピュータを設定したり、ぷよの形状などを変更出来るようになった。

### とことんぷよぷよ
対戦せずにエンドレスでプレイをするモードであり、一部の機種に搭載されている。
一部の機種ではオプションの設定において一定間隔でおじゃまぷよを降らせたり、前作のお助けアイテム（びっぐぷよ・カーバンクル）を出現させる事も可能。
スーパーファミコン版『リミックス』では「おてほん」モードが追加され、3-5連鎖を行う各10種類のデモンストレーションを見ることができる。
一部の機種では、1P側と2P側でそれぞれ別々にポーズをかけることが出来るという特徴がある。
ネオジオポケットカラー版では「じつりょくテスト」モードの一つとして収録され、通常のとことんぷよぷよの他にプレイヤーの実力を24段階で判定する「うでまえはんてい」が追加されている。

### なぞなぞぷよぷよ
なぞぷよを解くモードであり、Windows 95版、Macintosh PPC版、プレイステーション2版に搭載されている。機種によって内容が大きく異なる。
なぞなぞぷよぷよ（Windows 95版、Macintosh PPC版）
Windows 95版『ディスクステーション』収録の「なぞぷよ」及び単体発売版『なぞぷよ Vol.1』『- Vol.2』のシステムをベースにしており、おおかみおとこ、インキュバス、スキュラの3体から出題される「なぞぷよ」を解く内容となっている。1人の出題者につき5問出題され、全15問存在するが、それぞれのノルマ数である2 - 3問を解けば各ステージの出口が開き、残りの問題を解かなくても次に進むことができる。
なぞなぞぷよぷよ（プレイステーション2版）
ゲームギア版『なぞぷよ』より100問と『なぞぷよ2』より200問、計300問の問題の移植であり、敵キャラクターや漫才デモは存在せず、ひたすら「なぞぷよ」を連続で解き続ける内容となっている。それぞれのコースで途中経過をセーブ可能。『なぞぷよ アルルのルー』やスーパーファミコン版『す～ぱ～なぞぷよ ルルーのルー』などと同様の手数制限が新たに加えられている。さらに、エディット機能も搭載されており、100問まで保存出来るほか、作成した問題を連続でプレイする事や他のメモリーカードにコピーする事も出来る。

## ストーリー
本作には、前作と同様に明確なストーリーは無く、各キャラクターが塔の中にいる理由についても設定されていない。
一部の後発機種のみ説明書にプロローグが書かれているだけだったり、機種によってはストーリーそのものが「無い」と断言されている。
また、機種によってもプロローグの内容が異なっており、たとえばセガサターン版では、アルルがサタンとその配下のモンスターたちの待ち構える塔を攻略するという設定であるのに対し、スーパーファミコン版では、サタンが前作での復讐を果たしてアルルを自らのものにすべく、再び最新鋭のぷよぷよ地獄と罠を用意して待ち構えるという設定である。
一方で、PCエンジン版では招待状を受け取ったアルルが暇つぶし目的でぷよぷよ地獄へと足を踏み入れているという設定である。
プレイステーション版とWindows版では、アルルが古代魔導学校への旅路で出会う人々から何故か「ぷよぷよ地獄」を挑まれ、塔にたどり着くという物語である。

## 登場キャラクター
ひとりでぷよぷよのプレイヤーキャラクターはいずれのモードもアルル・ナジャとなっており、アルルが敵キャラクターとして登場することはない。本作の登場キャラクターは、初出のマスクドサタンを除いて、いずれもMSX2版およびPC-98版『魔導物語1-2-3』からの出典となっている。
先述した通り、大概の機種では敵キャラクターのボイスを当時のコンパイル社員らが担当していた。一部機種のスタッフロールには名前の一覧が挙げられているものの、各担当キャラクターの詳細は公表されておらず、機種により担当者が異なるキャラクターも存在する。漫才デモがフルボイス化されたセガサターン版に関しては、「豪華コンパイル社員」というキャッチコピーも付けられていた。
- 初出であるアーケード版からスーパーファミコン版『リミックス』まで、およびそれらをベースにした移植作品では、主人公アルル・ナジャの声をアイドルの井上麻美が担当した。セガサターン版でボイスが一旦新録されているが、アルルの声は井上のままで改めて録り直されている。また、セガサターン版に限り、カーバンクルの声をMOO仁井谷こと仁井谷正充（当時のコンパイル社長）が担当した。
- プレイステーション版以降の多くの機種では、コンパイルの自社オーディションによって選ばれた声優の小沢美奈子がアルルを、大塚雄史郎がシェゾ・ウィグィィを担当した。この2名は1998年にコンパイルが経営破綻するまでの間、多くの作品に出演している。
- PCエンジン版では前作『ぷよぷよCD』と同様に、全キャラクターに社員ではなく著名の声優が起用されており、アルルを担当した三石琴乃をはじめ、多くのキャラクターは前作と同じ担当者が割り当てられた一方で、ミノタウロスなど一部のキャラクターは前作から担当者が変更された。
- プレイステーション2版では、アルルを含むキャラクター達の声を他機種とは異なる声優が担当しており、アルルの声はナレーターの三浦ひろみ[40]など、主に当時広島県で活動していた声優・タレント・ナレーターを起用している。

## 移植版
| No.  | タイトル                                                      | 発売日                                                               | 対応機種                    | 開発元       | 販売元                    | 備考 |
| ---- | ------------------------------------------------------------- | -------------------------------------------------------------------- | --------------------------- | ------------ | ------------------------- | --- |
| 1    | ぷよぷよ通                                                    | 1994年12月2日                                                        | メガドライブ                |              | セガ                      | アーケード版の移植                                                                                        |
| 2    | ぷよぷよ通                                                    | 1994年12月16日                                                       | ゲームギア                  |              | コンパイル                | 携帯機種への移植                                                                                          |
| 3    | ぷよぷよ通                                                    | 1995年10月27日 1997年6月20日（サタコレ）                             | セガサターン                | ゲームアーツ | コンパイル                | メガドライブ版のアレンジ移植                                                                              |
| 4    | ぷよぷよ通                                                    | 1995年10月27日                                                       | PC-9821 DOS/V               |              | コンパイル                | ハイブリッド対応 「とことんぷよぷよ」を初収録                                                             |
| 5    | す〜ぱ〜ぷよぷよ通                                            | 1995年12月8日                                                        | スーパーファミコン          | コンパイル   | コンパイル                | サテラビューにて体験版の配布あり                                                                          |
| 6    | す〜ぱ〜ぷよぷよ通リミックス                                  | 1996年3月8日                                                         | スーパーファミコン          |              | コンパイル                | 上記作品のマイナーチェンジ版                                                                              |
| 7    | ぷよぷよCD通                                                  | 1996年3月29日                                                        | PCエンジン                  |              | NECインターチャネル       | 基本的な内容はメガドライブ版に準拠 プレイにはSUPER CD-ROM²が必須となる。                                  |
| 8    | ぷよぷよ通 決定盤                                             | 1996年11月15日 2000年3月30日（廉価版）                               | PlayStation                 |              | コンパイル                | セガサターン版のアレンジ移植                                                                              |
| 9    | ぷよぷよ通                                                    | 1996年11月15日                                                       | Windows 95                  |              | コンパイル                | PC-9821&DOS/V版のアレンジ移植                                                                             |
| 9-K  | 뿌요뿌요通                                                    | 1996年                                                               | Windows 95                  |              | コンパイルコリア          | 上記作品の韓国語版                                                                                        |
| 10   | ぽけっとぷよぷよ通                                            | 1996年12月13日 2000年9月1日(ニンテンドーパワー)                      | ゲームボーイ                |              | コンパイル                | 基本システムは『リミックス』に準拠 スーパーゲームボーイ対応                                               |
| 11   | ぷよぷよ通                                                    | 1998年7月4日                                                         | Macintosh PPC               |              |                           | Win95版の移植                                                                                             |
| 12   | ぷよぷよ通                                                    | 1999年3月11日                                                        | ワンダースワン              |              | バンダイ                  | ゲームボーイ版の移植                                                                                      |
| 13   | ぷよぷよ通                                                    | 1999年7月22日                                                        | ネオジオポケット            |              | SNK                       | ゲームボーイ版の移植 ネオジオポケットカラーによるカラー表示対応                                           |
| 13-A | Puyo Pop                                                      | 1999年                                                               | ネオジオポケット            |              |                           | 上記作品の欧米版                                                                                          |
| 11-S | ぷよぷよ通 ぷよぷよもいっしょ                                 | 2000年10月5日                                                        | Macintosh PPC               |              |                           | 前作『ぷよぷよ for Macintosh』を同梱したバンドルパッケージ                                                |
| 14   | ぷよぷよBOX ぷよぷよ通 復刻盤                                 | 2000年12月21日                                                       | PlayStation                 | コンパイル   | セガ                      | メガドライブ版の移植で、『ぷよぷよBOX』のモードの1つとして収録。                                          |
| A-1  | ぷよぷよ通                                                    | 2003年9月30日(Vアプリ50K版) 2004年5月24日(EZアプリ版)                | Vアプリ 50K EZアプリ (Java) |              |                           | 「ひとりでぷよぷよ」のみ収録                                                                              |
| A-2  | ぷよぷよ通豪華版                                              | 2004年4月28日（Vアプリ256K版） 2004年6月24日（EZアプリ版）           | Vアプリ256K EZアプリ        |              |                           | 上記作品のマイナーチェンジ版                                                                              |
| 15   | セガエイジス2500シリーズ Vol.12 ぷよぷよ通 パーフェクトセット | 2004年5月24日                                                        | PlayStation 2               |              | セガ                      | 『決定盤』のリメイク移植                                                                                  |
| A-3  | ぷよぷよ通                                                    | 2006年3月29日（iアプリ版） 2006年12月11日（ウィルコム版）            | iアプリ、ウィルコム         |              |                           | 基本的な内容は『ぷよぷよ通豪華版』に準拠。 WX340KとWX341Kに体験版がプリインストール。                     |
| A-4  | 対戦ぷよぷよ通                                                | 2006年12月21日（EZアプリ版） 2007年12月3日（S!アプリ版）             | EZアプリ S!アプリ           |              |                           | ネットワーク対戦機能のみ。 W51SHにもプリインストール。                                                    |
| 15   | ぷよぷよ通                                                    | 2007年4月24日                                                        | Wiiバーチャルコンソール     |              |                           | メガドライブ版の移植                                                                                      |
| A-5  | ぷよぷよ通DX（EZ）                                            | 2008年2月1日                                                         | EZアプリ                    |              |                           | 基本的な内容は『ぷよぷよ通豪華版』に準拠。 W54SAに体験版がプリインストール。                              |
| 15-W | Puyo Puyo 2                                                   | 2008年3月10日 2008年5月9日                                           | Wii（バーチャルコンソール） |              |                           | バーチャルコンソールで配信されたメガドライブ版『ぷよぷよ通』の国外版                                      |
| A-6  | ぷよぷよ通DX 決定版                                           | 2011年4月7日                                                         | iアプリ EZアプリ S!アプリ   |              | セガ                      | 3キャリアランキングに対応                                                                                 |
| A-7  | 対戦ぷよぷよ通DX                                              | 2008年11月13日（iアプリ版、EZアプリ版） 2008年11月14日（S!アプリ版） | iアプリ EZアプリ S!アプリ   |              |                           | 『対戦ぷよぷよ通』のグレードアップ版。 3キャリア間対戦に対応。                                            |
| 16   | ぷよぷよ通                                                    | 2011年6月7日配信開始。                                               | Wii バーチャルコンソール    |              |                           | アーケード版の移植。 ニンテンドーWi-Fiコネクションによるネット対戦機能に対応 「みんなでぷよぷよ」は未収録 |
| A-8  | ぷよぷよ通 ぷよぷよ通3D                                       | 2011年8月26日                                                        | Android                     |              | セガ（「ぷよぷよ!セガ」） | 「ひとりでぷよぷよ」のみ収録。 3Dは裸眼立体視対応端末専用。                                               |
| A-9  | ぷよぷよ通 for スゴ得                                         | 2013年5月16日                                                        | Android                     |              | セガ                      | 上記作品とほぼ同様                                                                                        |
| 17   | ぷよぷよ通                                                    | 2013年12月25日                                                       | ニンテンドー3DS             | セガ         | セガ                      | ゲームギア版の移植                                                                                        |
| 18   | セガ3D復刻アーカイブス2 ぷよぷよ通                            | 2015年12月23日                                                       | ニンテンドー3DS             |              | セガ                      | 基本的な内容はアーケード版準拠 3D立体視化対応                                                             |
| 19   | 3D ぷよぷよ通                                                 | 2016年8月3日                                                         | ニンテンドー3DS             | セガ         | セガ                      | 『セガ3D復刻アーカイブス2』収録版の単体販売。                                                             |
| 20   | SEGA AGES ぷよぷよ通                                          | 2020年1月16日                                                        | Nintendo Switch             | エムツー     | セガゲームス              | アーケード版の移植                                                                                        |

### メガドライブ版
1994年12月2日発売。メガドライブ版は移植版最初の作品で、アーケード版をベースにしている。本機種以降はモードセレクト画面が追加され、「ふたりでぷよぷよ」のルールのラインナップに『6個消し』・『2個消し』・『エディットルール』が新たに追加された。前作のメガドライブ版にあった「とことんぷよぷよ」や、アーケード版の「みんなでぷよぷよ」は収録されていない。前作はアーケード版からボイスが大幅にカットされたのに対し、今作はボイスが全て収録されている。しかし、ハードの制約で音質が低下した事情から、「おぷしょん」にて出力方式をBGMの一旦停止と引き換えに高音質の「TYPE B」にするか、BGMは止まらないが低音質となる「TYPE A」の2種類から選ぶことができる（デフォルトは前者の「TYPE B」）。各モードの全消しボーナスおよび「ふたりでぷよぷよ」の辛さによるハンディキャップの仕様が調整され、以降の機種でも一部を除いてメガドライブ版の設定が基準になっている。
2000年12月21日にプレイステーションで発売された『ぷよぷよBOX』には、メガドライブ版を準拠に移植した「ぷよぷよ通 復刻盤」が収録されている。
2007年4月24日には、Wiiバーチャルコンソール版が配信されたほか、日本国外でも、北米では2008年3月10日、欧州では2008年5月9日より、日本のメガドライブ版『ぷよぷよ通』がそのまま『Puyo Puyo 2』として900Wiiポイントで配信開始された。
2019年9月19日発売のメガドライブ ミニ（日本版・アジア版）には、メガドライブ版に存在しなかったボイスモード「TYPE C」を新たに搭載し、「TYPE A」「TYPE B」のボイスの音質も改善したバージョンが収録されている。このバージョンは、当時コンパイルに所属の本作のプログラマーのジェミニ広野が、メガドライブ版の発売から半年後、同じくメガドライブ版『魔導物語I』の開発の際に思いついたサンプリング音質の改善テストとして製作したが長らく未発表となっていたものであり、改めて日の目を見た形となる。

### ゲームギア版
1994年12月16日発売。当時の携帯機のハード的制約により、先述のアーケード版やメガドライブ版から一部の内容を変更する形で移植された。ひとりでぷよぷよではキャラクター紹介文やボイス、敵キャラクター固有の思考ルーチンが無く、予告ぷよが前作同様に岩ぷよまで、各階のノルマ設定がアーケード版と異なっている。全機種の中で唯一最終ステージにマスクドサタンが登場せず、サタンさまで固定されている。プレイレコード画面も大幅に短縮されており（キャラクターごとのスコア、タイム表示が省略）、前作にあったネームエントリー（ランキング）も廃止されている。通信ケーブルを使用することによって、人間2人とコンピュータ2体が戦う擬似的なものであるものの「みんなでぷよぷよ」を搭載し、家庭用では初めて4人対戦形式のモードを収録した機種である。タイトル画面BGMの「テーマソングだよぷよぷよ通」に前奏が追加されている（ゲームボーイ版、ワンダースワン版、ネオジオポケット版も同様）。ぷよのドットパターンは隠しコマンドを使うことで、旧ぷよのようにぷよが人型になるなど4種類から変更できる。「ふたりでぷよぷよ」のハンディキャップ設定は本機種独自のもので、激甘では2色になる。
2013年12月25日にはニンテンドー3DS向けのバーチャルコンソールにてゲームギア版が配信開始。ローカルプレイによって2人対戦プレイやコンピュータを加えた擬似4人対戦プレイをする機能が追加された。
2020年10月6日発売の復刻系ゲーム機・ゲームギアミクロ（の一つ「ブラック」）には、プリインストールされる4ソフトのひとつとしてゲームギア版が収録されている。こちらはハードの制約によりマルチ対戦プレイは出来ず、1Pプレイ専用となっている。

### セガサターン版
1995年10月27日発売（1997年6月20日に廉価版のサタコレとして再発売）。ゲームアーツが開発した同作はメガドライブ版をベースに大幅なアレンジが施されており、「練習モード」と「通モード」が新たに追加された。
新規のBGMも数曲追加されたほか、新たな敵キャラクターとしておおかみおとこ、スキュラ、インキュバス、コカトリスの4名のキャラクターが追加された。
紹介文の代わりにフルボイスの漫才デモが加わった一方でキャラクターの声はアーケード版から全て録りなおされており、一部の敵キャラクターの登場・敗退時のセリフが変更されている。タイトルやデモのカーバンクルの声は、MOO仁井谷（当時のコンパイル社長、仁井谷正充）が担当している。BGMと音声はAIFF形式で収録され、エンディングテーマには田中勝己が歌唱する楽曲である「灼熱のファイヤーダンス」と「ずっと／そばに／いるよ」の2曲が使用されており、この2曲のライブでの映像もCinepak形式で特典として収録されている。
ひとりでぷよぷよにモードが追加されたことに伴いエンディングデモも複数用意され、ノーマル・モードのエンディングについても新規台詞の挿入や、マスクドサタンを倒した際の新規の分岐エンディングが追加されたことに伴い強化され、それぞれにアニメーションが使用されている。また、本機種ではひとりでぷよぷよの対戦相手選択方法にルーレットを用いておらず、おじゃまぷよの降り方も前作と同様のもの（「お釣り」がある）になっている。本機種以降は、第1階層の延長戦で経験値不足時のエンディングがバッドエンドに修正されている。
なお、没となったMSX2版およびPC-98版『魔導物語1-2-3』より11体のキャラクター（レイス、ジャァーン、セイレーン、クロッガー、こうもりギャル、バーベガジ、チラノ、ゴルゴン、腐人（ふじん）、ゴースト、ウィザード）は、『ぷよぷよ』の世界観に合わせてデフォルメされた設定資料が攻略本で公開されていた。後の『ぷよぷよ』シリーズでは左記のうち、レイスとジャァーンは『なぞぷよ アルルのルー』で、バーベガジは『す〜ぱ〜なぞぷよ通 ルルーの鉄腕繁盛記』で登場している。

### PC-9821&DOS/V版
1995年10月27日発売。1枚のCD-ROMでPC-9821とDOS/Vのハイブリッドに対応している。256色専用で、解像度が320×200と640×400の2種類から選べる。アーケード版同様に、PC2台をシリアルケーブルで接続することによって最大4人までの通信対戦が可能となっている。ボイスはセガサターン版からの流用。前作同様画面の解像度が高くグラフィックは美麗となっている。アーケード版と同じくひとりでぷよぷよはノーマル・モードのみで、漫才デモではなくキャラクターの紹介文のみ、エンディングも旧来のアーケード版などと同様のものとなっている。前作同様フィールドには天井がなく、予告ぷよは画面横に縦向きで表示される。通の移植版で初めて「とことんぷよぷよ」が追加され、背景はPC版オリジナルのものとなっている。また、セガサターン版と同様のライブビデオもQuickTime形式で収録されている。

### スーパーファミコン版
『す〜ぱ〜ぷよぷよ通』として1995年12月8日発売。前作と同様に画面解像度が異なる事情から、画面レイアウトがスーパーファミコン版独自のものとなっており、『ひとりでぷよぷよ』における対戦相手のグラフィックはCPU側のフィールド内に表示される。「おぷしょん」での独自要素として、下の方に字幕で設定項目の解説が流れるようになっている。従来のモードに加え、セガサターン版とは内容が異なる新規デモ付きの練習モード「やさしいぷよぷよ」も用意されており、それぞれに新規のエンディングデモも用意された。マルチタップを使用することで「みんなでぷよぷよ」での4人対戦が可能であり、ゲームギア版のような小さなグラフィックを使用した独自のレイアウトを採用している。さらに、「おぷしょん」の隠し項目で2人以下でもコンピュータとの擬似対戦が可能で、この場合はコンピュータが操作するキャラクター（思考ルーチン）を選択できる。
ボイスは基本的にセガサターン版の流用だが、6体のキャラクターのみアーケード版のボイスを使用している。「とことんぷよぷよ」では設定によりおじゃまぷよを降らせることも可能で、前作同様のお助けアイテム（びっぐぷよ、カーバンクル）の有無と共にそれぞれ変更することができる。「ふたりでぷよぷよ」のハンディキャップ設定は、アーケード版に準拠している。
サテラビューにて体験版（おためしバージョン）も配信され、こちらは製品版の「ふたりでぷよぷよ」をベースに1人で対CPU戦か2人対戦をプレイすることができた。
また、2019年9月6日配信開始の『スーパーファミコン Nintendo Classics』（Nintendo Switchのオンラインサービス特典ソフト）にも本作が収録された。なお、海外でも日本版がそのまま配信されている。
上記とは別に『す〜ぱ〜ぷよぷよ通リミックス』として、1996年3月8日に新たなバージョンが発売。上記のスーパーファミコン版（以下、無印版）に新要素を加え、様々な変更を加えたマイナーチェンジ版であり、1996年2月以降発売のスーパーファミコン用ソフトの一斉価格引き下げに伴う措置となっている。セガサターン版とは対戦順が異なる「通モード」が追加され、「やさしいぷよぷよ」は3つのコースに分割されたが、どちらも新規の漫才デモは追加されておらず、通モードには漫才デモが全く存在しない。また、敵キャラクターの思考ルーチンが一部変更・調整されている。無印版の『おぷしょん』の隠し要素は最初から解禁され、さらに整理や追加、入れ替えや仕様変更などがされた。「ふたりでぷよぷよ」ではハンディキャップがメガドライブ版と同様のものに変更された上で「大会モード」が追加され、「みんなでぷよぷよ」ではモード専用のオプションが追加されてマルチタップがなくてもコマンド不要で最初からコンピュータと擬似対戦が可能となり、「とことんぷよぷよ」では連鎖のデモンストレーションが追加されている。BGMもほとんどが作り直されており、大幅なアレンジがされていた無印版に対して『リミックス』の方はアーケード版に寄せて作られている。また、無印版では未使用だったアーケード版やメガドライブ版などでノーマル・モードのエンディングで使われていた「エンディングだよぷよぷよ通」を新たに収録し、ノーマル・モードの通常のサタンエンディング及び通モードのエンディングで使われた。ボイスは基本的に無印版と同様だが、アルルの声がやや高く変更されている。
こちらもサテラビューにて体験版が配信され、製品版の「みんなでぷよぷよ」をベースにしたCPUも混ぜての4人対戦をプレイできた。

### PCエンジン版
『ぷよぷよCD通』として、1996年3月29日にNECインターチャネル（後のインターチャネル）より、SUPER CD-ROM²専用ソフトとして発売。
基本的なモードはメガドライブ版に準じているが、前作『ぷよぷよCD』と同様にキャラクターのボイスをコンパイルの社員らではなく、著名の声優らが担当している。ハードの制約で周囲の枠を除いたプレイフィールド内の背景が黒一色で統一されており、予告ぷよも岩ぷよまでとなっているが、その代わり前作と同様に『ふたりでぷよぷよ』では使用キャラクターが選択可能で、全キャラクターに独自の連鎖ボイス（2-5連鎖まで）とダメージボイスも用意されている。ひとりでぷよぷよは概ねアーケード版に準拠した内容で、それとほぼ同様のキャラクター紹介文をキートン山田によるナレーションで読み上げている。1度ゲームをクリアすると隠し要素として、全キャラクターと順番に戦う漫才デモが付いた本作独自要素のアレンジモードが2種類登場する。
音源はタイトルBGM、漫才デモ中、エンディングのBGMがCD-DA、それ以外のBGMはPSG（波形メモリ音源）、それ以外の音声はADPCMで出力される。「とことんぷよぷよ」は収録されていない。
以下はPCエンジン版における声優。◎印は前作『ぷよぷよCD』から引き続き担当しているキャラクター。
| - 三石琴乃…◎アルル・ナジャ - 千葉繁…◎スケルトン-T、◎さそりまん - 井上喜久子…ウィル・オー・ウィスプ、トリオ・ザ・バンシー(A) - 日高のり子…スキヤポデス、◎パノッティ - 國府田マリ子…トリオ・ザ・バンシー(B) - 伊藤美紀…トリオ・ザ・バンシー(C)、ミニゾンビ - 山崎和佳奈…のみ、◎ハーピー - 田中一成…ももも、◎ゾンビ | - 丹下桜…バロメッツ、ふたごのケットシー(B) - 松井菜桜子…うろこさかなびと、ドラゴン - 菅原祥子…のほほ - 吉田古奈美…ふたごのケットシー(A)、ウィッチ - 塩沢兼人…ふふふ、◎マミー - 山口健…アウルベア、まもの - 青野武…サムライモール、◎すけとうだら - 堀川亮…パララ、◎ナスグレイブ | - キートン山田…パキスタ、キャラクター紹介文ナレーション - 檜山修之…ミノタウロス - 水谷優子…◎ドラコケンタウロス - 郷里大輔…◎ぞう大魔王 - 井上和彦…◎シェゾ・ウィグィィ - 冬馬由美…◎ルルー - 矢尾一樹…◎サタンさま、マスクドサタン |

### プレイステーション版
『ぷよぷよ通 決定盤』として1996年11月15日発売。
同作はセガサターン版をベースにしたアレンジ移植であり、セガサターン版で収録されなかった「とことんぷよぷよ」が収録されている。練習モードがスーパーファミコン版『リミックス』同様に3つのコースに分かれており、出現キャラクターは『リミックス』をベースに、終盤がセガサターン版の新キャラクターに変更されている。
とことんぷよぷよはお助けアイテム・おじゃまぷよいずれも出現しない。組ぷよの斜め落下操作が可能なのが特徴。漫才デモの内容やアニメは基本的にセガサターン版と同様で、一部台詞の修正や演出の変更、新規台詞の追加などがされている。また、練習モードと通モードでは台詞の関係上、おおかみおとこ・スキュラの漫才デモがセガサターン版と入れ替えられている。アルルとシェゾの声が一般オーディションによって選ばれた声優（アルル：小沢美奈子、シェゾ：大塚雄史郎）に変更の上、同時にキャラクターのボイスが再び録りなおされ、一部キャラクターの登場・敗退セリフが再度変更されている。各階層の規定点はアーケード版と同様だったセガサターン版とは異なりゲームギア版をベースに3階と5階のみ若干引き下げられた仕様に変更され、6階でマスクドサタンを出現させるための規定経験値が23万EXPに上げられている。BGMはPSアレンジ版とアーケード版を「おぷしょん」で切り替えることが可能。映像特典として、本作のCMと「ハイテク攻略法」を収録。
2000年3月30日には廉価版「PlayStation the Best」として再発売された。また、2017年9月27日にはセガゲームスからPlayStation StoreよりゲームアーカイブスとしてPlayStation 3・PlayStation Portable・PlayStation Vita向けに配信が開始された。PSP・PS Vitaでは一人プレイ専用となる。

### Windows 95版/Macintosh PPC版
Windows 95版は1996年11月15日発売。PC-9821およびDOS/V版をベースとしつつ、画面構成が変更されていることに加え、Windows版『ディスクステーション』の「なぞぷよ」をベースにした「なぞなぞぷよぷよ」モードが追加された。その一方で、4人対戦や乱入機能は廃止された。また、ひとりでぷよぷよは1P側（左側）でしかプレイが出来なくなっている。ボイスはプレイステーション版と同じものが流用されているが、ゲームモードはPC-9821・DOS/V版と同じくアーケード版準拠であり、ひとりでぷよぷよはノーマル・モードのみで、漫才デモではなく文字での紹介文のみとなっている。ひとりでぷよぷよにおける一部の対戦BGMの割り当てが他機種版と異なっており、一部キャラクターのぷよの消え方が異なっている。
Macintosh PPC版は1998年7月4日発売。Windows 95版の内容をほぼそのままベースにしており、前述の特徴なども同様。2000年10月5日には前作『ぷよぷよ for Macintosh』を同梱したバンドルパッケージ『ぷよぷよ通 ぷよぷよもいっしょ』も発売された。

### ゲームボーイ版/ワンダースワン版/ネオジオポケット版
ゲームボーイ版は『ぽけっとぷよぷよ通』として1996年12月13日発売。基本システムはスーパーファミコン版『リミックス』がベースで収録モードもほぼ共通だが、画面デザインやイラストなどは新規のものとなっており、漫才デモや紹介文やボイスなどは無い。「ひとりでぷよぷよ」のふつう（ノーマルモード）は、他機種ではカーバンクルが塔の階をだるま落とししていく演出なのに対し、ゲームボーイ版では塔をそのまま登っていき、塔の内部で敵と戦うような演出がなされている。それに伴い、ふつう（ノーマルモード）におけるエンディングの展開が、サタンさま・マスクドサタンどちらも共通の内容で、他機種版とは異なる展開に変更されている。また、やさしい（そつぎょう）のエンディングはスーパーファミコン版『リミックス』の通モードの前半部分をベースにした流用に変更され、一方で通モードの方は後半部分のイラストをベースに新規のメッセージが用意されている。BGMは基本的にゲームギア版に準拠しつつ、若干音数を増やしたアレンジとなっている。
通信ケーブルを使用して2台を接続する通信対戦では「ふたりでぷよぷよ」に加え、ゲームギア版と同様にコンピュータ2体を交える形式での「みんなでぷよぷよ」も選択できる。また、「ふたりでぷよぷよ」に限るが続編の『ぽけっとぷよぷよSUN』および『ぽけっとぷよぷよ〜ん』との通信対戦も可能となっている。隠しコマンドにより、通信機能をオフにしてコンピュータと擬似対戦したり、コンピュータ同士を戦わせることも可能。
スーパーゲームボーイにも対応しており、専用フレームが搭載されている他、SGB使用時はぷよに色を付けることもできるが、色を付けた場合はぷよの形状が全て同じ円形になる。また、スーパーゲームボーイ使用時の1台対戦は「ふたりでぷよぷよ」のみ対応だが、前作と同じく2P側はスーパーファミコンの2Pコントローラを使っての対戦が可能になっている。
2000年9月1日にはニンテンドウパワーでも配信されたが、このバージョンではAct Against AIDSのロゴとタイトルの版権表示が『ぽけっとぷよぷよ〜ん』と同じものに変わり（版権表示にはセガの社名と2000の表記が加わっている）、ひとりでぷよぷよの対戦前のアルルの顔アイコンがとことんぷよぷよのグラフィックに似せたものに変更されている。
ゲームボーイ版をベースとした移植版には、下記のワンダースワン版とネオジオポケット版（いずれも『ぷよぷよ通』名義）があり、いずれもセガの許諾を得て他社が販売。グラフィックやシステム、通信ケーブルによる2台対戦など、多くの内容が共通している。
ワンダースワン版は1999年3月11日にバンダイから発売。モノクロ8色で表示されている（カラー表示非対応）。連鎖時のボイスのみスーパーファミコン版からのものが追加されている。「ひとりでぷよぷよ」ではふつう（ノーマルモード）に限り、アーケード版と同様のキャラクター紹介文とキャラクターアニメーションが流れる。エンディングはゲームボーイ準拠のものだが、スタッフロールはなく「END」のメッセージのみに変更されている。他機種と比べてぷよの消えるアニメーションのみやや遅くなっており、連鎖の速度に影響する。通信対戦のオフは項目こそあるが機能しておらず、コンピュータとの疑似対戦は不可。また、パッケージの挿絵はセガサターン版からの流用（「ぷよサターン（土星の輪を付けたぷよ）」は削除）のため、実際のゲーム中には登場しないおおかみおとこ、スキュラ、インキュバス、コカトリスも描かれている。
ネオジオポケット版は1999年7月22日にSNKから発売。ネオジオポケットカラーでの起動時はカラー表示にも対応しているが、キャラクターの配色が他機種と異なる箇所がある。デモなどはゲームボーイ版と同様に簡略化されているが、プレイステーション版と同様の連鎖ボイスと敵の登場ボイスが追加されている。ただし、連鎖ボイスを出力する設定の場合は、代わりに対戦中のBGMのみ流れなくなる（デフォルトでは連鎖ボイスON）。連鎖ボイスをOFFにした場合も敵の登場ボイスは流れる。ROM容量の関係上、一部BGMが大幅に短縮されている。
「ひとりでぷよぷよ」のふつう（ノーマルモード）のエンディングはゲームボーイ版準拠のものが流れた後、スタッフロールの代わりに本機種独自のエピローグメッセージが新たに追加されている。対戦モードは「ふたりでぷよぷよ」のみとなり、疑似4人対戦の「みんなでぷよぷよ」は未収録。また、とことんぷよぷよが新設の「じつりょくテスト」モードに内包され、通常のとことんぷよぷよと共に「うでまえはんてい」が追加されている。おぷしょんの内容にも追加があり、ぷよの形状を変えることも可能である。

### 携帯電話アプリ版
「ひとりでぷよぷよ」と「ふたりでぷよぷよ」にそれぞれ特化したアプリが個別に配信された。いずれも2021年末にサービス終了。
ぷよぷよ通
「ひとりでぷよぷよ」のみ収録したバージョンであり、他のバージョンと比べると連鎖倍率やスコアの計算が若干異なっているほか、ルール変化は実装されておらず、常に通常ルールが適用される。BGMは基本的にアーケード版に準拠している。フィールドは他機種に比べ中央が狭く、プレイヤー側と対戦相手側のNEXTぷよ、および敵の顔グラフィックが縦に並んで表示され、スコアは画面上部に配置される。試合中の敵の顔グラフィックの表情変化はなく、勝利時・敗北時のみ変化する。以下の各アプリ版も同様の仕様を継続して採用している。
ぷよぷよ通（S!、EZ）
2003年9月30日にVアプリ（後のS!アプリ） 50K版、2004年5月24日にEZアプリ (Java)版が配信開始。ボイスやデモは無く、アーケード版等に準じたキャラクター紹介文がある。本作のみ、内容が簡略化されて敵の配置が変更されており、一部キャラクターが登場しない。
ぷよぷよ通豪華版（S!、EZ）、ぷよぷよ通（i、ウィルコム）
2004年4月28日にVアプリ（S!アプリ） 256K版、2004年6月24日にEZアプリ版が配信開始。後にほぼ同内容で『ぷよぷよ通』名義で、2006年3月29日にiアプリ版、2006年12月11日にウィルコム版が配信開始、その他、WX340KとWX341Kに体験版がプリインストール。前述のVアプリ/EZアプリ版『ぷよぷよ通』のグレードアップ版にあたり、ノーマルモードがアーケード版に準じた内容になり、グラフィックやサウンドを強化。ボイスも収録され、1P側のアルルの連鎖ボイスのみでアーケード版準拠のものを使用。ノーマルモードの開始時に階層セレクトが可能になり、1 - 6階を任意に選択できる。アーケード版等に準じたキャラクター紹介文があり、マスクドサタン出現時もエンディング分岐は無い。対戦背景は全て1階のものに統一されている。
ぷよぷよ通DX（EZ）
2008年2月1日にEZアプリ版が配信開始。その他、W54SAに体験版がプリインストール。上記『豪華版』のグレードアップ版にあたり、新たに文字による漫才デモ付きの通モードが追加されている。その他は『豪華版』と同様、1P側のみ連鎖ボイスがあり、ノーマルモードは紹介文のみ・エンディング分岐無しで、階層セレクト機能付きとなっている。ノーマルモードに階層別の対戦背景が導入されたが、6階の背景は全てサタン戦の物に統一されている他、一部の対戦BGMの割り当てが他機種版や『豪華版』と異なっている。通モードは進行状況が保存されるがセーブファイルは1つのみで、全てクリアすると「おしまい」表記となり、こちらは他機種のようなステージセレクトは不可。
ぷよぷよ通DX 決定版（i、EZ、S!）
2011年4月7日にiアプリ版、EZアプリ版、S!アプリ版が配信開始。上記『DX』のグレードアップ版にあたり、同じく階層セレクト機能付きのノーマルモードと漫才デモ付きの通モードを収録（各モードやBGMの仕様は『DX』と同様）。さらに新要素として3キャリアランキングに対応しており、月間ランキングで好成績を残すと、サイト内で使えるドリームコイン (DC) がプレゼントされる。また、ハイスコア達成などでメダルが獲得できるランキング道場も搭載している。
対戦ぷよぷよ通
ネットワーク対戦専用。こちらは「ふたりでぷよぷよ」のみで、従来の通常ルールにあたるものを収録。画面配置は上記「ひとりでぷよぷよ」のものと同様だが、画面上部にスコアは表示されず、代わりにプレイヤーの名前が表示される。試合終了時に結果に応じてポイントが獲得できる。
対戦ぷよぷよ通（EZ、S!）
2006年12月21日にEZアプリ版、2007年12月3日にS!アプリ版が配信開始。W51SHにもプリインストール。
対戦ぷよぷよ通DX（i、EZ、S!）
2008年11月13日にiアプリ版、EZアプリ版、同年11月14日にS!アプリ版が配信開始。上記『対戦ぷよぷよ通』のグレードアップ版にあたり、こちらは機種を超えて3キャリア間で対戦ができる。

### プレイステーション2版
『セガエイジス2500シリーズ Vol.12 ぷよぷよ通 パーフェクトセット』として、2004年5月24日に発売。スリーディー・エイジスが開発した本作はプレイステーション版『決定盤』のリメイク移植であり、キャラクターの顔グラフィックや対戦中の背景がWindows 95版とほぼ同じものに変更されたほか、漫才デモ用のグラフィックや背景も描き直され高解像度になっている。キャラクターの声優も一新されており、漫才デモの内容やアニメムービーの変更は一部に留められている。また、先述通り新録のなぞぷよモードはゲームギア版『なぞぷよ』および『なぞぷよ2』に収録された問題300問の移植である。BGMはPS版（なぞぷよ関連・勝利時のBGMはWin95版）からの流用だが、エンディング（スタッフロール）と漫才デモのBGMは、本作オリジナルのBGMに差し替えられている。さらに、ルール説明のBGMや通モード後半の曲など、一部のBGMは後半部分がカットされ、短縮されている。また、元々は通モード専用だった延長戦キャラクター用のBGMが、ノーマル・モードの延長戦でも流れるようになった。『おぷしょん』の内容はPS版とほぼ同一であり、PS版と同じくBGMをPSアレンジ版とアーケード版を「おぷしょん」で切り替えることが出来る。購入特典として、当時の設定資料や開発者のコメントが掲載された特製ルーズリーフ型ライナーノートを同梱。ゲームとは直接関係ないおまけ要素として、『セガエイジス2500シリーズ』のVol.1からVol.11までの作品のPVが収録されている。

### Android版
「ぷよぷよ!セガ」にて2011年8月26日配信開始。「ひとりでぷよぷよ」のみ。最新バージョンは1.1.3。通常版の『ぷよぷよ通』の他、裸眼立体視対応端末専用の『ぷよぷよ通3D』も登場し、後者は画面から飛び出す3D表示になる。操作方法はフリック入力、または画面上に十字キーとA・Bボタンを表示してのタッチ操作に対応しており、縦・横どちらの画面方向でもプレイ出来る。縦画面時は自陣のフィールドのみ大きく、相手側のフィールドが小さくなる特殊な表示となる。「ひとりでぷよぷよ」にはれんしゅう、ノーマル、通の3種のモードを収録しており、通モードのみ携帯電話アプリ版『DX』と同様の漫才デモを搭載。各モードの仕様はセガサターン版に準拠している。連鎖ボイスやBGMもセガサターン版のものに準拠しているが、敵の登場・敗北ボイス、ピンチ時のBGM、バッドエンドのBGMは無い。携帯電話アプリ版と同様にルール変化は実装されず、常に通常ルールが適用される。
2013年5月16日には『ぷよぷよ通 for スゴ得』として、ドコモのスゴ得コンテンツ内「ぷよぷよ!セガゲームアプリ for スゴ得」にて配信開始。ゲーム内容は前記の「ぷよぷよ!セガ」版とほぼ同様だが、こちらは2018年9月16日時点で最新バージョンが2.0.1になっており、Android 8 (Oreo) に対応している。
いずれも2022年3月31日をもってサービス終了。

### ニンテンドー3DS版
2015年12月23日に発売されたニンテンドー3DS用オムニバスソフトセガ3D復刻アーカイブス2には、収録ソフトの1つとしてアーケード版『ぷよぷよ通』の3D立体視化移植版が収録されている。
内容は基本的にアーケード版準拠だが、『セガ3D復刻プロジェクト』（S3DRP）シリーズでおなじみとなっているキーコンフィングや難易度設定などを変更できるようになり、ソフトと3DS本体を2セット持ち寄ってのローカルプレイによる対戦も可能となっている。本作はオリジナルにあった乱入機能が削除されており、これに伴いルール説明から「乱入のひみつ」の部分がカットされている。さらに、モードの選択も新たに追加されたメニューで選べるようになったことに伴って、ゲーム開始時のエントリー画面もカットされている。
欧米版『Sega 3D Classics Collection』ではゲーム選択時のみ「PuyoPuyo②通」の専用ロゴで表示されているが、ゲーム本編自体は日本版と同じく日本語表示のままの移植となっている。操作説明パネルは英訳されており、電子説明書のキャラクター紹介などは独自に英語で書かれたものとなっている。
また、『セガ3D復刻アーカイブス2』収録版をベースにした単体販売版『3D ぷよぷよ通』が2016年8月3日に日本国内のみで配信。同作では、他機種の「通モード」に相当する「かちぬき」モードが収録されている。こちらもローカルプレイに対応しており、『復刻アーカイブス2』版と単体版での対戦も可能。

### Nintendo Switch版
『SEGA AGES ぷよぷよ通』として、2020年1月16日にNintendo Switch版がニンテンドーeショップで配信された。同作は、2018年よりセガゲームスが展開している新生SEGA AGESシリーズの1作であり、内容はアーケード版を移植したものである。ネット対戦に対応している一方で、3DS版と同じくオリジナルにあった乱入機能が削除され、モードの選択も新たに追加されたメニューで選べるようになったことに伴って、ゲーム開始時のエントリー画面もカットされている。また、3DS版と同様の「かちぬきモード」が追加されており、初心者向けにアーケード版のイージーよりもさらに難易度を下げた「ベリーイージー」モードも収録されている。さらに、プレイ中に直前の状態に戻すことが出来る、巻き戻し機能が搭載されている。
SEGA AGESの一環としてアーケード版をNintendo Switchへ移植するにあたり、色覚異常のあるユーザーでも楽しめるよう、セガ社内の当事者の監修を受けた上で、ぷよの色を変更できるモードや、背景の明度のみを下げる機能が追加されたほか、ぷよごとに形状を設定することも可能となった。Game Watchとのインタビューの中で、SEGA AGESのリードプロデューサー兼ディレクターの小玉理恵子は「レトロゲームの復刻という性質上、パレットは大きな課題であり、例えばグラフィックの赤い部分を違う色に置き換えたくても、置き換えたい色がパレットに含まれていないということがあった」と説明しており、同プロジェクトのシニアプロデューサーである奥成洋輔も「（Switchは）アーケード版の基板であるC2ボードやメガドライブよりもパレット数が多いハードだからこそ、パレットの課題を克服できた」と述べている。また、本作のスタッフロールは映像を含めてコンパイルの関係者の協力を得て新規に作られた。

## CM出演者
ぷよぷよ通（メガドライブ版）
上田馬之助
ぷよぷよ通（セガサターン版）
高山理衣 - ウィッチ役
仲田健一  - シェゾ役
田中勝己 - 「ずっと/そばに/いるよ」がCMソングとして使用。
す～ぱ～ぷよぷよ通 / す〜ぱ〜ぷよぷよ通リミックス
田中勝己 - 「灼熱のファイヤーダンス」がCMソングとして使用。CM映像に登場する黒子1人のスーツアクターも担当している。
ぷよぷよ通 決定盤
田中勝己 - 「灼熱のファイヤーダンス」がCMソングとして使用。

## 関連商品
ぷよぷよ通完全ガイドブック（ケイブンシャの大百科別冊）
1994年12月30日発売（雑誌63556-06）。勁文社より発売された攻略本。
ぷよぷよ通大百科（ケイブンシャの大百科 587）
1995年2月14日発売。勁文社より発売された攻略本。
ぷよぷよ通必勝攻略法（メガドライブ完璧攻略シリーズ 10）
1995年2月25日発売（ISBN 4-575-28425-4）。双葉社より発売された攻略本。ファイティングスタジオ・編著。
全ぷよぷよ大百科（ケイブンシャの大百科 601）
1995年12月20日発売。勁文社より発売された攻略本。
す〜ぱ〜ぷよぷよ通（スーパーファミコン必勝法スペシャル）
1996年1月5日発売（ISBN 4-7669-2406-1）。勁文社より発売された攻略本。
100パーセント遊ぶす〜ぱ〜ぷよぷよ通 連鎖作りを徹底攻略（スーパーファミコン100％シリーズ）
1996年1月25日発売（ISBN 4-87465-289-1）。芸文社より発売された攻略本。
す〜ぱ〜ぷよぷよ通必勝攻略法（スーパーファミコン完璧攻略シリーズ 129）
1996年2月25日発売（ISBN 4-575-28563-3）。双葉社より発売された攻略本。ファイティングスタジオ・編著。
ALL ABOUT ぷよぷよ通（ALL ABOUTシリーズ Vol.13 / マイコンBASICマガジン別冊1996年4月）
1996年4月30日発売（雑誌18362-04）。電波新聞社より発売された攻略本。スタジオベントスタッフ・編。
す〜ぱ〜ぷよぷよ通+REMIXを100倍楽しく遊ぶ本（ティーツー出版の100倍シリーズ）
1996年5月10日発売（ISBN 4-900700-17-7）。ティーツー出版より発売された攻略本。
'96 ぷよマスターへの道 連鎖攻略のための完全マニュアル
1996年7月5日発売（ISBN 4-7669-2523-8）。勁文社より発売された攻略本。加納将光・著。前作の『ぷよマスターへの道』の続刊で、『通』に対応している。
100パーセント遊ぶ ぷよぷよ通決定盤 もっと身近にぷよぷよワールド（プレイステーション100％シリーズ）
1996年12月6日発売（ISBN 4-87465-326-X）。芸文社より発売された攻略本。
赤イぷよ本'97 for MASTERS
1996年12月25日発売（ISBN 4-900700-31-2）。ティーツー出版より発売された攻略本。第三回ぷよマスターズ大会対応。
ぷよぷよ通決定盤必勝攻略法（プレイステーション完璧攻略シリーズ 41）
1996年12月30日発売（ISBN 4-575-16013-X）。双葉社より発売された攻略本。ファイティングスタジオ・編著。
ぷよぷよ通決定盤（プレイステーション必勝法スペシャル）
1996年12月30日発売（ISBN 4-7669-2642-0）。勁文社より発売された攻略本。吉田陽一・編。
ぷよぷよ通決定盤 大百科（ケイブンシャの大百科 616）
1997年2月28日発売（ISBN 4-7669-2655-2）。勁文社より発売された攻略本。
ぷよぷよ通DX. Complete Best Album 2
1998年9月23日発売。発売元はテイチク。セガサターン版のオリジナルサウンドトラック+アレンジトラック+ボーナスソング『ぷ.よ.ぷ.よ』。

## 大会
1996年3月24日に幕張メッセにて、コンパイルと全日本ぷよ協会が主催する”第2回全日本ぷよマスターズ大会”が開催された。ゲーム大会は事前にエントリーした人のみの参加で、年齢と性別に分けた部門別大会と「ぷよぷよ」日本一を決めるマスターズ大会の二つ。ゲーム大会の他にも、「ぷよぷよ」キャラクターの声優オーディションなどが行われた。
1996年12月22日には、東京都世田谷区のイベントスペース・EBIS303にて、PlayStation版『ぷよぷよ通 決定盤』の発売を記念した大会、『'96ぷよマスター大会』が開催された。当大会は、ジュニア大会、レディース大会、一般大会の3つの部門に分けられ、巨大なモニターを使ってトーナメント戦を行う1996年最後のぷよぷよ大会となった。優勝者には仁井谷正充から賞品が贈呈された。

## 反響
本作は落ち物パズルに「対戦」という概念を与えた作品として知られており、2003年に発売された『ぷよぷよフィーバー』では本作をもとにした「クラシック」ルールが導入されたほか、2018年に発売された『ぷよぷよeスポーツ』のルールの一つに採用されるなど、発売から20年以上経過した後も親しまれている。
一方で仁井谷正充は2016年のインタビューで「対戦者同士に力量の差がありすぎると試合にならない」側面があったと対戦ゲームとしての先鋭化を指摘しており、その解決を目指して『ポチッとにゃ〜』や『にょきにょき』を作ってきたと振り返っている。また、開発スタッフたちの間では本作のアーケード版が、その当時の対戦システムの最適解であるという認識があったため、『ぷよぷよSUN』の松岡毅をはじめとするコンパイルの開発スタッフが後々試行錯誤を繰り返すきっかけとなった。

### チャート成績
本作のアーケード版は、1994年11月1日付のアーケードゲームの業界紙ゲームマシンによるランキング「Game Machine's Best Hit Games 25」にて、4位でチャート・デビューしている。